# Фрикли Атлетик
«Фрикли Атлетик» (англ. Frickley Athletic F.C.) — английский футбольный клуб из Саут-Элмсолла, в Уэст-Йоркшире. Он был основан в 1910 году как Фрикли Колльери, и поменяли своё название в 1974. В настоящий момент клуб выступает в Северной Премьер-лиге, седьмом по значимости дивизионе английского футбола.